# Mr. Deeds Goes to Town
Mr. Deeds Goes to Town is een Amerikaanse filmkomedie uit 1936 onder regie van Frank Capra. De film werd destijds in Nederland uitgebracht onder de titel Oké, Mr. Deeds. In 2002 verscheen de remake Mr. Deeds.

## Verhaal
Een miljonair sterft en zijn erfenis gaat naar zijn neef. Hij is echter niet geïnteresseerd en de advocaten van de miljonair nemen hem mee naar de stad om hem te laten zien hoe het is zoveel macht te hebben via het geld. Toch zijn er in de stad veel dieven uit op zijn geld.

## Rolverdeling
| Acteur            | Personage        |
| ----------------- | ---------------- |
| Gary Cooper       | Longfellow Deeds |
| Jean Arthur       | Babe Bennett     |
| George Bancroft   | MacWade          |
| Lionel Stander    | Cornelius Cobb   |
| Douglas Dumbrille | John Cedar       |
| Raymond Walburn   | Walter           |
| H.B. Warner       | Rechter May      |
| Ruth Donnelly     | Mabel Dawson     |
| Walter Catlett    | Morrow           |
| John Wray         | Boer             |